# Baleares (1936)
El Baleares fue un crucero pesado de la Armada Española que intervino en favor del bando sublevado durante la guerra civil española. Era gemelo del Canarias, con el que conformaba la Clase Canarias. Los buques de esta clase eran una versión mejorada de la británica clase County. El navío, durante toda su trayectoria operativa, realizó operaciones de escolta de otros buques (civiles, de mercancías, petroleros y militares), se dedicó a identificar e interceptar barcos de la flota republicana y otros barcos de otras nacionalidades en la zona jurisdiccional de las aguas españolas.
Resultó hundido durante la batalla del cabo de Palos, en marzo de 1938, tras ser torpedeado por destructores de la Armada republicana. El Baleares, junto con dos cruceros más, presentó batalla ante 2 cruceros y 5 destructores republicanos, muriendo en combate 786 marineros del Baleares, entre ellos el contraalmirante Manuel Vierna Belando.

## Construcción y características

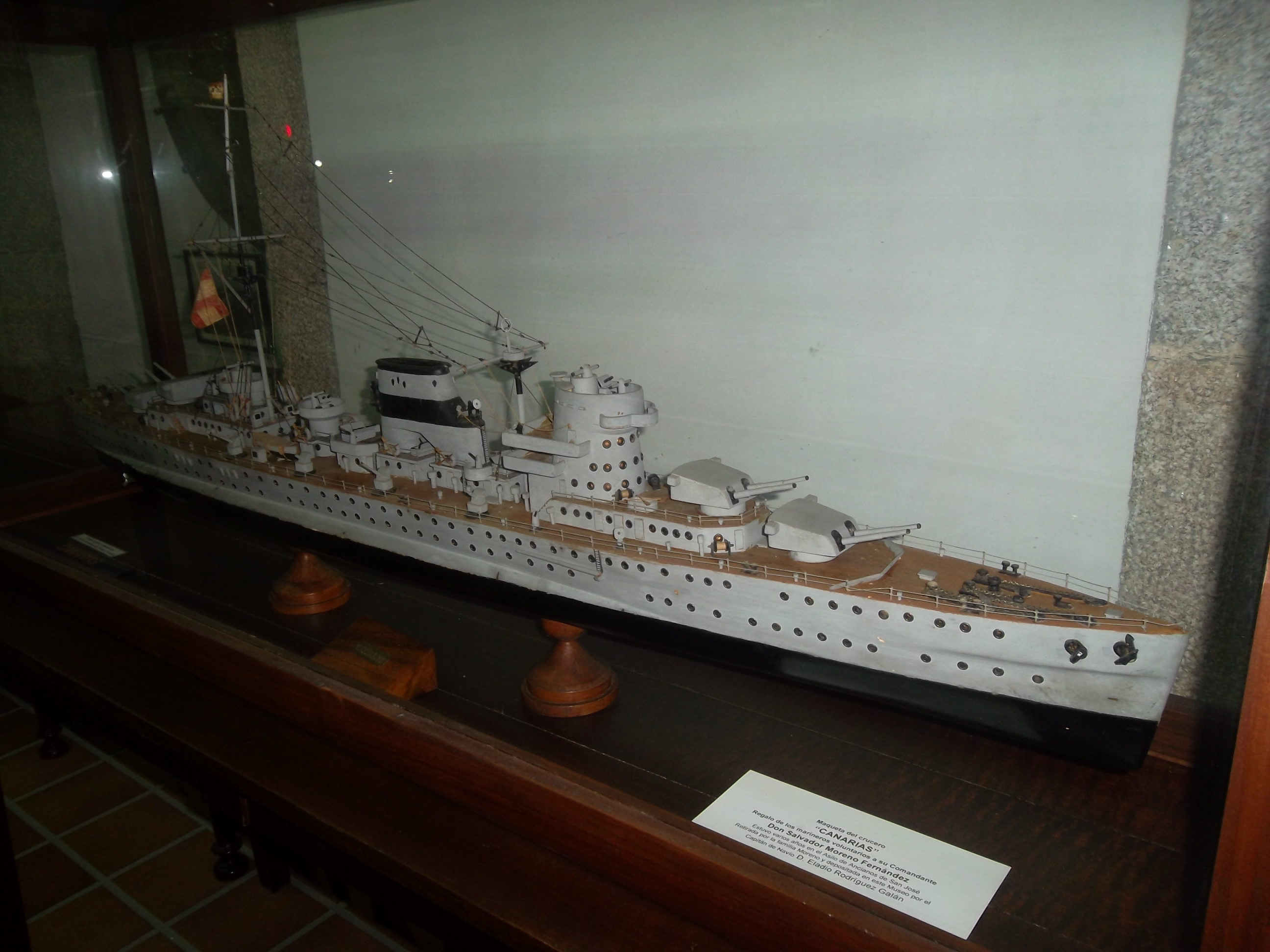
Maqueta del crucero Canarias, gemelo del Baleares.

Ordenada su construcción durante la dictadura del general Miguel Primo de Rivera, el Baleares fue puesto en grada el 15 de agosto de 1928 y su botadura tuvo lugar el 20 de abril de 1932. El navío fue construido por la Sociedad Española de Construcción Naval (SECN), que era una empresa subsidiaria de matriz británica Vickers-Armstrong. Es por esto que la SECN basara su diseño en los cruceros de la Clase County de la Armada Real Británica. La proclamación de la Segunda República en 1931 y las posteriores revisiones del programa de construcción de Primo de Rivera provocaron un considerable retraso en la construcción del buque. En julio de 1936, el Baleares todavía se hallaba amarrado en el puerto e incompleto.
Además de los planes originales, también estuvo prevista la instalación de dos catapultas equipadas con aviones Hawker Osprey, que serían modificados como hidroaviones. Sin embargo, el proyecto no llegó a prosperar.

## Historial de operaciones
Poco después del inicio de la guerra civil española, entró en servicio, encontrándose aún incompleto en diciembre de 1936, sin tener instalada todavía su cuarta torre de artillería y algunas ametralladoras antiaéreas. La torreta fue finalmente instalada durante el verano de 1937 , hecho que no le impidió participar en acciones ofensivas con anterioridad a dicha fecha. 
En febrero de 1937, participó junto con los cruceros Canarias y Almirante Cervera en la batalla de Málaga. Bombardeó, junto con parte de la armada y aviación sublevada, a quienes huían por la única salida del cerco de la ciudad —la carretera costera de Málaga a Almería— en el episodio que se conocerá como "La Desbandá". 
Los rebeldes entraron en el centro de la ciudad de Málaga, el día 8 de febrero de 1937, sin encontrar resistencia alguna. No obstante, sus buques no dejaron de actuar. El crucero Baleares barajó la costa de Torrox a Motril disparando 208 proyectiles entre las 8 y las 12 horas; a su vuelta, en sentido oeste, comprobaron que los disparos fueron efectivos: "no solamente sobre vehículos sino también en los peatones, paralizando por completo el tráfico". Después de las 12 h., concentró su ataque entre Torrox y Vélez-Málaga, permaneciendo en este punto hasta las 17:25 h., momento en el que avistó al "Canarias" y al "Cervera" y se dispuso a seguir a "la Capitana". La población sufrió en ese día disparos de la flota sublevada con artillería de 120 mm, "al objeto de impedir la huida de fugitivos de Málaga", según documentación del propio bando rebelde.
La Masacre de la carretera Málaga-Almería tuvo gran repercusión internacional por los testimonios del médico canadiense Norman Bethune, que la describió como «doscientos kilómetros de miseria», o el reportaje fotográfico de Robert Capa.
Al amanecer del 25 de mayo de 1937, mientras escoltaba un petrolero entre la niebla, pasó entre los dos destructores republicanos de vanguardia y el grueso de la flota republicana, formada por dos cruceros y seis destructores, detectando solo a los primeros, a los que disparó sin consecuencias. El 12 de julio de 1937, frente a Valencia, se encontró con seis destructores republicanos que escoltaban a dos mercantes, entablándose un corto combate.
En la mañana del 7 de septiembre de 1937, detectó cuatro mercantes republicanos escoltados por los cruceros Libertad y Méndez Núñez y seis destructores, frente al cabo Cherchell, en Argelia. Se entabló un desigual combate y logró alcanzar al Libertad, pero a su vez fue tocado por los disparos de éste, lo que produjo un peligroso incendio en el pañol de munición de 120 mm; a pesar de lo cual, consiguió que el convoy no llegase a la España republicana. Durante la batalla los buques de guerra republicanos abandonaron al convoy que escoltaban de dos cargueros, éstos cambiaron de rumbo hacia el sur y encallaron cerca de cabo Cherchell. Uno de ellos se perdió, mientras que el otro fue rescatado e internado por las autoridades francesas.

### Hundimiento

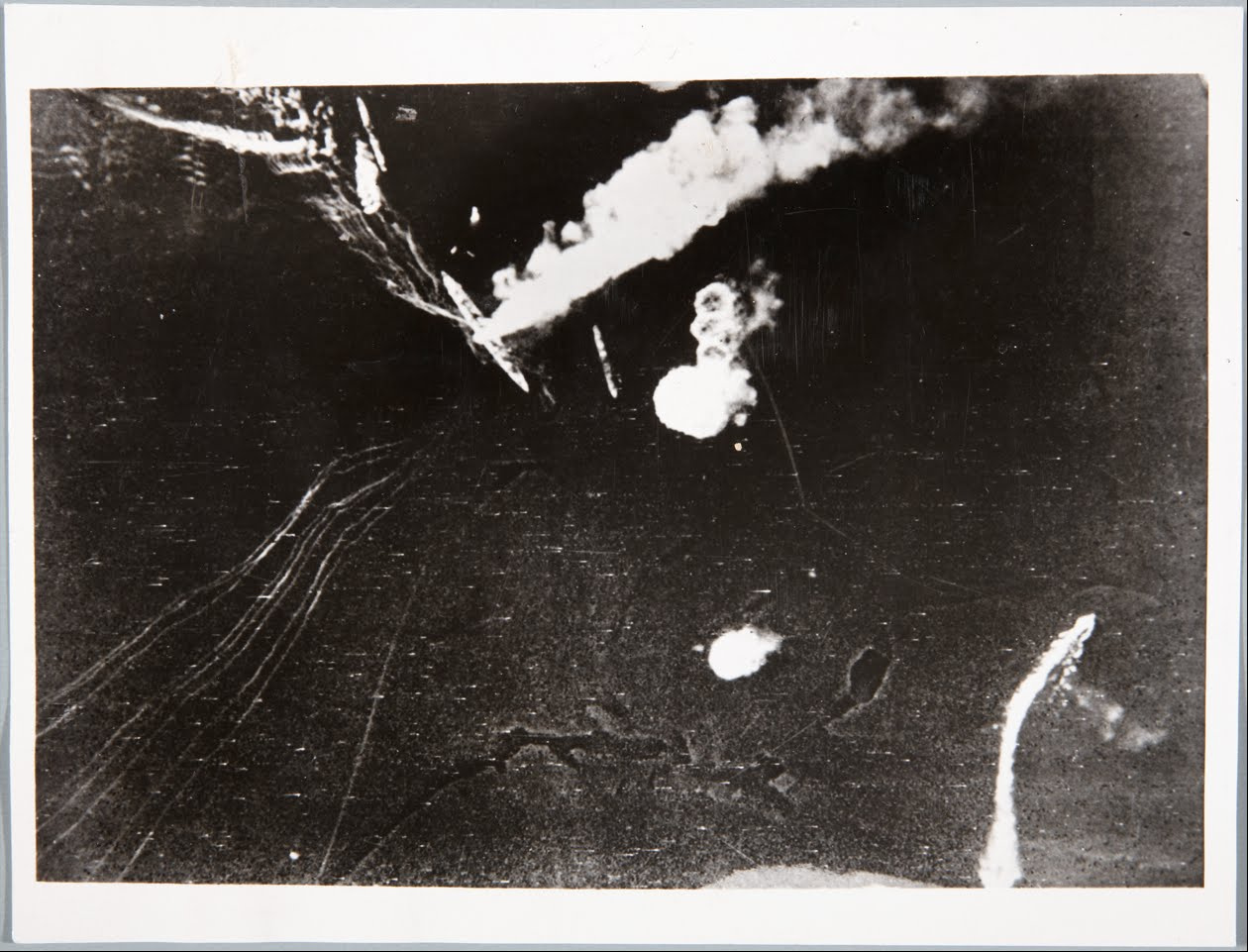
Fotografía aérea del Baleares tomada el 6 de marzo de 1938.

La noche del 5 al 6 de marzo de 1938 el Baleares junto a su gemelo el Canarias y el crucero Almirante Cervera participaron en la protección de un convoy procedente de Italia. La flota franquista se encontró inesperadamente con la Armada republicana, entablándose un combate entre ambas flotas que pasaría a ser conocido como la batalla del cabo de Palos. Hacia las 02:20 del 6 marzo, varios torpedos, posiblemente procedentes del destructor Lepanto, alcanzaron la zona central y el depósito de municiones del Baleares, causando importantes daños. Los daños fueron tan graves que provocaron el hundimiento del barco, que se empezó a hundir por la proa. Los destructores británicos HMS Boreas y HMS Kempenfelt acudieron a ayudar al salvamento de los náufragos. Rescataron a 435 hombres; otros 786 murieron o desaparecieron. El contralmirante Manuel Vierna Belando y el comandante del navío, Isidro Fontenla Maristany, se encontraban entre los fallecidos.
Durante el salvamento, aviones republicanos bombardearon los destructores británicos, creyendo erróneamente que se trataba del Baleares, causándoles un muerto y cuatro heridos en el Boreas.

## En el cine
En 1941 se estrenó la película El crucero Baleares, dirigida por Enrique del Campo y guion de Antonio Guzmán Merino, de marcado carácter propagandista. Sin embargo, la película no consiguió el visto bueno de la armada; a sus requerimientos, para 1948 todas las copias existentes habían sido destruidas.

## Monumentos

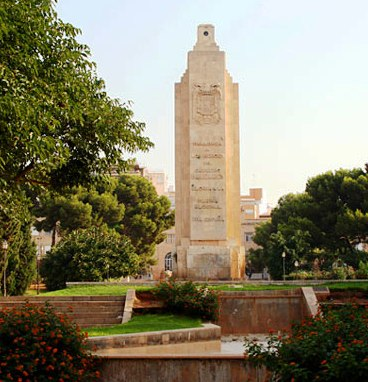
El monumento a los fallecidos en el Baleares, en Palma de Mallorca. Fotografía anterior a la reforma realizada en 2010 para adaptarse a la Ley de Memoria Histórica de España.

En Palma de Mallorca, de donde provenían nueve Flechas navales que murieron en el hundimiento del barco, se erigió un monumento en memoria de los fallecidos durante el hundimiento del buque gracias a la iniciativa activa del periódico local Última hora y abundantes donaciones de particulares y empresas que reunieron las 100.000 pesetas que costó el monumento diseñado por el arquitecto Francisco Roca Simó. El ayuntamiento de Palma inició los trámites del derribo, que quedaron paralizados en los tribunales debido a deficiencias durante la tramitación del monumento como Bien Catalogado en la que se desestimó dicha designación. En 2020 el tribunal sentenció que el Consejo Insular de Mallorca debía considerar el monumento como Bien Catalogado, y por tanto impedir su derribo.
En la localidad vasca de Ondárroa (Vizcaya), de donde procedían medio centenar de tripulantes, se levantaron dos monumentos en su honor, uno sobre el puerto, destruido en 2019, y otro en el cementerio.
Además, en la localidad canaria de Corralejo, en la isla de Fuerteventura, hay una calle que posee su nombre.
También se levantaron monumentos en Llerena (Badajoz), en el Museo Naval de Madrid, en San Sebastián (Guipúzcoa) y en Algeciras (Cádiz). Por otra parte, la actual Universidad Laboral de Culleredo se denominó durante muchos años IES Crucero Baleares y en la misma se conserva el mástil del navío.
Una calle de Madrid llevaba el nombre del Baleares hasta que se lo cambió la alcaldesa Manuela Carmena. En 2021 un tribunal dictaminó que el cambio fue impropio y la calle volvió a ostentar el nombre del crucero.